# سيباستيان سواريز (كرة سلة)
سيباستيان سواريز (بالإسبانية: Sebastián Suárez)‏ مواليد 1 مارس 1991 في أنكود، هو لاعب كرة سلة تشيلي. بدأ مسيرته الاحترافية في سنة 2015. يلعب مع بينارول دي مار ديل بلاتا في دوري كرة السلة الوطني الأرجنتيني. يبلغ طوله 6 قدم 4 بوصة (1.9 م).

## روابط خارجية
- سيباستيان سواريز (كرة سلة) على موقع كرة السلة الأوروبية.كوم (الإنجليزية)
- سيباستيان سواريز (كرة سلة) على موقع كلية كرة السلة في سبورتس رفرنس.كوم (الإنجليزية)
- سيباستيان سواريز (كرة سلة) على موقع بروبوليرز (الإنجليزية)